# جامعة العلمين الدولية
جامعة العلمين الدولية (AIU) هي جامعة أهلية مصرية غير ربحية، تقع في مدينة العلمين الجديدة، بمحافظة مطروح شمال مصر. أنشأت بقرار رئيس جمهورية مصر العربية رقم 435 لسنة 2020 واُفتتحت سنة 2020.

## الحرم الجامعي
تقع جامعة العلمين الدولية على مساحة 150 فدانا تقريباً، وتضم مكتبة مركزية ومسرحًا خارجيًا ومنطقة رياضية وترفيهية ومستشفى جامعي ومستشفى اسنان ومبنى إدارة الجامعة و 10 مباني للكليات و 4 أبراج سكنية للطلاب وأعضاء هيئة التدريس والموظفين، فضلاً عن 9 عمارات سكنية اضافية خارج الحرم الجامعي بحي الإسكان المتميز.

## المجالات الدراسية والبرامج الاكاديمية
توفر جامعة العلمين الدولية أكثر من 44 برنامج أكاديمي في 13 مجال مختلف:
- مجال طب الأسنان. (بدأ في أكتوبر 2021)

- برنامج طب الاسنان.
- مجال الصيدلة. (بدأ أكتوبر 2020)

- برنامج الصيدلية الاكلنيكية PharmD.
- مجال الفنون والتصميم. (بدأ أكتوبر 2020)

- برنامج التصميم الداخلي.

- برنامج تصميم الالعاب.

- برنامج الفنون البصرية.

- برنامج تصميم الملابس.

- برنامج تصميم الجرافيك وبناء الماركة.
- مجال إدارة الأعمال. (بدأ أكتوبر 2020)

- برنامج المحاسبة ونظم المعلومات.

- برنامج إدارة اللوجستيات وسلاسل الامداد.

- برنامج التسويق.
- مجال الهندسة. (بدأ أكتوبر 2020)

- برنامج الهندسة الطبية الحيوية.

- برنامج التصميم المعماري والعمارة الرقمية.

- برنامج هندسة وإدارة الإنشاءات.

- برنامج هندسة الميكاترونيات.

- برنامج هندسة البترول والغاز.

- برنامج هندسة الالكترونيات والاتصالات.
- مجال علوم وهندسة الحاسبات. (بدأ أكتوبر 2020)

- برنامج علوم الحاسب (تحليل البيانات الضخمة - الرؤية بالحاسب - هندسة البرمجيات).

- برنامج علوم الذكاء الاصطناعي.

- برنامج هندسة الحاسب (النظم المدمجة وانترنت الأشياء - الحوسبة
السحابية - الحوسبة عالية الأداء - امن الحاسبات).

- برنامج هندسة الذكاء الاصطناعي.
- مجال الدراسات القانونية الدولية. (بدأ أكتوبر 2020)

- برنامج الدراسات القانونية الدولية.
- مجال العلوم (علوم الصحة العامة، العلوم الأساسية المتقدمة). (بدأ في أكتوبر 2021)

- برنامج الصحة العامة (الصحة العالمية، الصحة البيئية، علم الأوبئة والإحصاء الحيوي، إدارة الرعاية الصحية، تغذية الصحة العامة، علم الوراثة الصحية العامة).

- برنامج التكنولوجيا الحيوية الجزئية.

- برنامج الطاقة المستدامة.

- برنامج الكيمياء الصناعية.
- مجال العلاج الطبيعي. (يبدأ أكتوبر 2024)

- برنامج العلاج الطبيعي.
توفر جامعة العلمين الدولية 9 برامج دولية في 5 مجالات مختلفة: 
- مجال علوم وهندسة الحاسب:

- علوم وهندسة الحاسب مع جامعة لويفل.

 - الأمن السيبراني مع جامعة وست فرجينيا وإدارة الأمن السيبراني بالجهاز القومي لتنظيم الاتصالات في مصر.

 - تكنولوجيا الأمن السيبراني مع كلية أوشن كونتي وجامعة ميريلاند.

 - تكنولوجيا المعلومات مع كلية أوشن كونتي وجامعة ويليام باترسون.
- مجال العلوم الهندسية

- الهندسة الطبية الحيوية مع جامعة لويفل.
- مجال الفنون والتصميم

- الإعلان والاتصال في المؤسسات مع جامعة ليون 3.

 - التصميم الجرافيكي مع جامعة وست فرجينيا.
- مجال الاعمال

- التسويق الرقمي مع كلية أوشن كونتي وجامعة ويليام باترسون.
- مجال العلوم

- التكنولوجيا الحيوية مع كلية أوشن كونتي وجامعة ميريلاند.

## الخدمات
- سكن
- مواصلات
- انترنت مجانى
- مركز انشطة
- عيادة طبية
- صالة رياضية داخلية
- مسرح خارجي
- المكتبة المركزية
- وصول مجاني إلى oracle SIS و Medad LMS و EKB و Office 365

## وصلات خارجية
- الموقع الرسمي للجامعة.
- صفحة الجامعة على موقع فيس بوك.